# Инченково (Михайловское сельское поселение)
Инченково — село в Прокопьевском районе Кемеровской области. Входит в состав Михайловского сельского поселения.

## География
Центральная часть населённого пункта расположена на высоте 376 м над уровнем моря.

## Население
| 2010 |
| ---- |
| 207  |

### Половой состав
По данным Всероссийской переписи населения 2010 года, в селе Инченково проживало 207 человек (105 мужчин, 102 женщины).